# Обличитель
«Обличи́тель» (англ. Tell-Tale) — триллер 2009 года режиссёра Майкла Куэста по мотивам рассказа Эдгара Аллана По «Сердце-обличитель» с Джошем Лукасом, Леной Хеди и Брайаном Коксом в главных ролях. Продюсерами фильма стали Ридли Скотт и Тони Скотт.

## Сюжет
Главному герою фильма пересаживают чужое сердце, после чего, спустя некоторое время, он начинает ощущать головные боли и видеть видения, сопровождающиеся сердечными приступами. Начатое расследование открывает тайну — герою пересадили сердце убитого человека, и оно настоятельно желает исполнения правосудия от своего нового носителя.

## В ролях
| Актёр             | Роль                      |
| ----------------- | ------------------------- |
| Джош Лукас        | Терри Бернард             |
| Лена Хеди         | Элизабет Клемсон          |
| Брайан Кокс       | детектив Филлип Ван Дорен |
| Беатрис Миллер    | Анджела Бернард           |
| Джейми Харрольд   | Кевин Станкович           |
| Майкл К. Уильямс  | Акертон                   |
| Пабло Шрайбер     | Бернард Кочиас            |
| Том Риис Фаррелл  | Леджетон                  |
| Ульрих Томсен     | доктор Лета               |
| Даллас Робертс    | хирург                    |
| Кассандре Фиеринг | Фрэнсис Вайллард          |